# S/2019 S 1

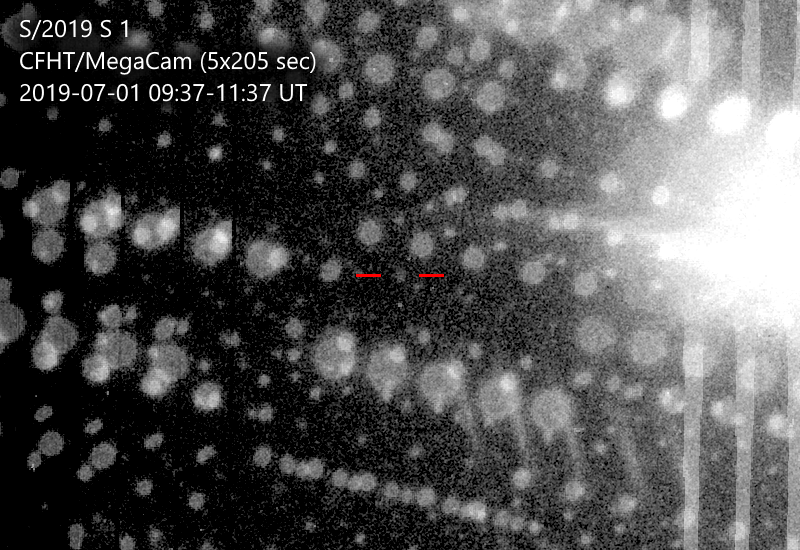

S/2019 S 1은 토성의 자연 위성이다. 이 발견은 2019년 7월 1일부터 2021년 6월 14일까지 캐나다 프랑스 하와이 망원경으로 관측한 결과 2021년 11월 16일 에드워드 애쉬튼, 브렛 J. 글래드먼, 장 마크 프티, 마이크 알렉산더슨에 의해 발표되었다.
S/2019 S 1은 직경 약 5km이며, 황도에 대해 44° 경사각, 순행 방향 및 이심률로 443.78일 동안 평균 거리 1,120만km(700만마일)로 토성을 공전한다. 0.623이다. 이누이트 순행 불규칙 위성 그룹에 속하며 토성의 가장 안쪽 불규칙 위성 중 하나이다. 매우 유사한 궤도 요소를 공유하는 키비우크와 이지라크의 충돌 조각일 수 있다.
이 위성의 편심 궤도는 천년에 여러 번 이아페투스까지 150만km(0.93만마일) 이상 가까워진다.